# منصور عبدولين
منصور جيزاتولوفيتش عبدولين؛ منصور عبدولين (Мансур Гизатулович Абдулин ؛ 14 سبتمبر 1923 – 2007)  كان كاتب مذكرات السوفيتي وجنديًا (رقيب في الفرقة 66 للبنادق) تم تمجيده لجهوده خلال الحرب العالمية الثانية، وهو معروف بمذكراته «160 صفحة من يوميات جندي»، التي نشرت في عام 1985، وترجمت إلى اللغة الإنجليزية في عام 1990.

## السيرة الذاتية
ولد في أنزهيركا، بأنزيرو سودزينسك  في كيميروفو أوبلاست في عام 1923، بعد تخرجه من مدرسة مدتها سبع سنوات عمل عبدولين كمنقب لمناجم ذهب قبل الحرب، انتقلت عائلته إلى جمهورية أوزبكستان الاشتراكية السوفيتية. مع بداية الحرب الوطنية العظمى، على الرغم من أنه كان لديه تحفظ، لكنه تطوع للجيش الأحمر بعد هجوم ألمانيا النازية على الاتحاد السوفيتي، وحارب في معركة ستالينغراد كعضو في فوج البندقية 1034 من فرقة البندقية 293، والتي أعيد تسميتها إلى فرقة بندقية الحرس 66 في 21 يناير 1943. خدم كعضو في فريق الهاون وحارب في معركة كورسك و معركة دنيبر، وتحرير أوكرانيا. حيث أصيب بجروح وتم تسريحه من الخدمة.
تلقى منصور العديد من الأوسمة منها: وسام الدرجة الأولى من الحرب الوطنية  ، ووسام النجم الأحمر وميدالية الشجاعة. بعد الشفاء من الجروح، عاد إلى مهنة التنقيب. وفي عام 1985، نشر كتاب بعنوان « 160 صفحة من مذكرات جندي»، والتي كانت تستند إلى مذكراته عن الحرب العالمية الثانية.
بعد الحرب، كتب الطريق الأحمر من ستالينغراد ((ردمك 1-84415-145-X) تم نشره بالإنجليزية عام 2004.
أقام عبدولين في أورينبورغ أوبلاست حتى وفاته عام 2007.

## الجوائز
حصل عبدولين على وسام الحرب الوطنية الأولى (؟؟؟) والدرجة الثانية (1943)، ووسام النجمة الحمراء (1943)، وميدالية «الشجاعة» (1943)، «للدفاع عن ستالينجراد»، «من أجل النصر على ألمانيا». كما حاصل على وسام الحرب الوطنية من الدرجة الأولى (1985) وميدالية اليوبيل: 20 و 30 و 40 عامًا من النصر و 50 و 60 و 70 عامًا للقوات المسلحة لاتحاد الجمهوريات الاشتراكية السوفيتية. لسنوات عديدة من العمل الجاد، حصل على ميدالية «العامل المخضرم».